# Туомола, Юсси
Ю́сси Ту́омола (фин. Jussi Tuomola, также широко известен под псевдонимом Юба фин. Juba; 8 ноября 1965, Лахти, Финляндия) — финский создатель и художник комиксов.

## Биография

### Юность
Юсси Туомола родился в Лахти. В 1971 году семья Юсси переехала в Рованиеми. Юсси начал увлекаться комиксами ещё до школы: он перерисовывал обложки комиксов о Дональде Даке. В шесть-семь лет он стал рисовать свои собственные истории. Первый законченный комикс в духе детектива назывался Tom Taylor, и на его создание Юсси вдохновил комикс Tex Willer и американское детективное телешоу Baretta.
В 1976 году семья Туомола переезжает из Рованиеми в Турку. В 1982 году он едет по обмену в США. Эта поездка вдохновила его стать профессиональным художником комиксов.

### Карьера
В американской школе у Туомола появилось несколько друзей, которые занимались рисованием комиксов. Вместе они проводили много времени за созданием комиксов, просмотром американских фильмов и игрой в Pac-Man. Эта поездка так повлияла на Юсси, что по возвращении в Финляндию он чуть ли не бросил учебу в лицее, чтобы заняться рисованием комиксов.
Его первый комикс под названием Vauhti-Virtanen публиковался в течение нескольких месяцев с 1983 по 1984 в местной газете Somero.
В 18 лет он также рисовал карикатуры для газеты Turun Sanomat. После окончания лицея он год рисовал комиксы для финских газет Pahkasika и Suomen Mad.
С 1984 года до 1992 года он рисовал комиксы для газеты Turun Sanomat.
В 1987 году он поступил на переводческое отделение в университет Турку, который окончил в 1995 году.
В середине 1990-х Юсси начал рисовать комикс «Вииви и Вагнер», ставший наиболее известным его проектом. Впервые Вииви и Вагнер появились в 1992 году на страницах детской газеты Kultapossu, которая издавалась банком Sampo Pankki. В первоначальной версии Вииви была маленькой девочкой, а Вагнер её живой свиньёй-копилкой. Позже журнал Kultapossu был закрыт, и Туомола адаптировал своих героев для взрослой аудитории. Так Вииви стала студенткой, а Вагнер-свинья её возлюбленным. Первый стрип обновленного комикса появился 6 октября 1997 года в газете Helsingin Sanomat. В настоящее время комикс «Вииви и Вагнер» публикуется в крупнейших газетах Финляндии: Helsingin Sanomat, Etelä-Suomen Sanomat и Aamulehti; также по комиксу поставлены две театральные пьесы.